# Lamellitettix
Lamellitettix is een geslacht van rechtvleugeligen uit de familie doornsprinkhanen (Tetrigidae). De wetenschappelijke naam van dit geslacht is voor het eerst geldig gepubliceerd in 1904 door Hancock.

## Soorten
Het geslacht Lamellitettix omvat de volgende soorten:
- Lamellitettix fletcheri Hancock, 1915
- Lamellitettix gallinaceus Stål, 1877
- Lamellitettix impressus Bolívar, 1887